# Iglesia de San Millán (Zuazo de San Millán)
La iglesia de San Millán es un edificio situado en el concejo español de Zuazo de San Millán, en la provincia de Álava.

## Descripción
El edificio se encuentra en el concejo español de Zuazo de San Millán, del municipio de San Millán, perteneciente a la provincia de Álava, en la comunidad autónoma del País Vasco. Se menciona como iglesia parroquial del lugar en el decimosexto y último volumen del Diccionario geográfico-estadístico-histórico de España y sus posesiones de Ultramar de Pascual Madoz, donde aparece descrita con las siguientes palabras: «una parr. (San Millan) servida por un beneficiado de racion entera y otro de media; cementerio contiguo á la igl.». En el tomo de la Geografía general del País Vasco-Navarro dedicado a Álava y escrito por Vicente Vera y López, se dice lo siguiente: «Su parroquia, dedicada á San Millán confesor, es de categoría rural de segunda clase, perteneciente al arciprestazgo de Salvatierra».